# B10细胞
B10细胞（英語：B10 cells）是B细胞中调节B细胞（Breg cell）的一个亚群，在人类和小鼠中都起抑制免疫响应的作用。B10细胞因其能分泌抑制性的白细胞介素：白细胞介素-10（IL-10）而得名。